# Artūras Kasputis
Artūras Kasputis (nascido em 22 de fevereiro de 1967) é um ex-ciclista soviético.

## Carreira olímpica
Competiu em três edições dos Jogos Olímpicos (Seul 1988, Atlanta 1996 e Sydney 2000), dos quais conquistou a medalha de ouro em 1988 na prova de perseguição por equipes (4 000 m) pela União Soviética.